# Torre di Cala Grande
La Torre di Cala Grande è una torre costiera situata lungo la costa occidentale del Monte Argentario, nell'omonimo territorio comunale, presso l'omonima cala.

## Storia

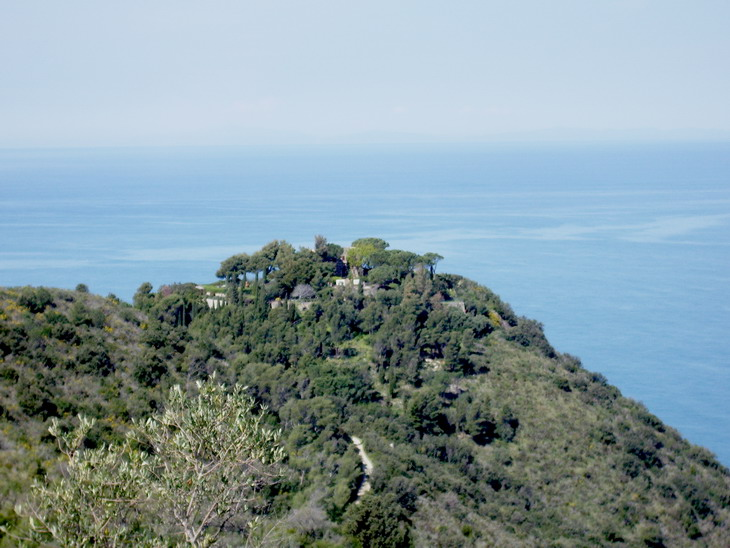
La Torre di Cala Grande occultata dalla vegetazione

La torre fu costruita dai Senesi in epoca rinascimentale, più precisamente nel corso del Quattrocento, con funzioni difensive e di avvistamento lungo quello che, in quell'epoca, era il tratto costiero meridionale della Repubblica di Siena. Originariamente, era denominata Torre di Poggio de' Porri.
La fortificazione fu ristrutturata in epoca tardocinquecentesca dagli Spagnoli, per implementare e migliorare il sistema difensivo dello Stato dei Presidii e per proteggere le coste più occidentali dell'Argentario.
In epoca settecentesca la torre venne ulteriormente armata nel 1739 e, nel 1779, con un intervento di ristrutturazione le venne conferito un aspetto maggiormente fortificato.
Nel periodo ottocentesco fu costruita presso la torre la cappella della Madonna del Rosario, in seguito perduta. La torre ha svolto le proprie funzioni di avvistamento, difesa ed offesa fino alla fine dell'Ottocento quando il complesso, che nel frattempo era passato al Ministero della difesa a seguito dell'Unità d'Italia, fu profondamente modificato e trasformato in un faro, la cui gestione fu affidata alla Marina Militare.
Nella seconda metà del secolo scorso venne dismesso anche il faro, il complesso fu venduto a privati e trasformato in edificio abitativo.

## Descrizione
La Torre di Cala Grande presenta un aspetto completamente alterato rispetto all'originario impianto tardocinquecentesco. I lavori, che hanno portato alla trasformazione del complesso da torre di avvistamento a faro, si sono svolti tra il tardo Ottocento e i primi anni del Novecento; sono risultati determinanti nel cambiamento dell'aspetto originario della struttura.
Le strutture murarie che costituivano la torre si sono venuti a trovare completamente incorporate all'interno dell'attuale complesso.
Restano distinguibili alcuni tratti delle originarie strutture murarie in pietra, con cordonatura che delimitava nella parte alta il basamento a scarpa, che si è conservato assieme alla caratteristica rampa di scale che conduce al piano rialzato a quella che costituiva l'unica porta di accesso alla struttura difensiva.
Originariamente, la torre si presentava a sezione quadrata, priva di coronamenti sommitali.